# Jazz Five
A Jazz Five egy debreceni dzsesszegyüttes, mely öt taggal alakult 2008-ban. A zenekar tagjai zeneművész-tanárok, akik mögött több mint huszonöt-évnyi fejlesztő tanulás és szakmában eltöltött aktív év áll.[forrás?]

## Tevékenysége
A zenekar repertoárja a tradicionális dzsessztől, a latin és magyar örökzöldeken, filmzenéken át, egészen a modern hangvételű funky és hiphop zenéig terjed.
Fellépéseik során lehetőségük volt Európa legtöbb országában[forrás?] rangos eseményeken, nívós előadásokon részt venni, ilyen például a balatonfüredi Anna Bál, ahol Debrecen városát képviselték. Rendszeres fellépői a debreceni Városi Bálnak, illetve léptek már fel a Virágkarnevál díjkiosztó gáláján. A Nemzetközi Jazznap megmérettetésein egyedüli professzionális zenekarként képviselik a várost.
A koncerteken kívül filmvetítéssel egybekötött programokat és matiné-előadásokat is tartanak. Minden dal a zenekarra szabott hangszerelésben szólal meg, amit az együttes művészeti vezetője készít.
Az együttes a gyakornoki programjában évek óta lehetőséget biztosít a feltörekvő zenészeknek előadói képességeik, szakmai felkészültségük továbbfejlesztésére.
Hangszerbemutatóval egybekötött dzsesszelőadás-sorozatuk a dzsessz korszakait ismerteti, azok jellemző hangszereit mutatja be. Tehetséggondozó programjuk fejlődési és szinten tartási lehetőséget biztosít a zenészképzésben részt vevőknek és műkedvelőknek.
Hagyományos karácsonyi hangversenysorozatuk teljes bevételét karitatív célokra ajánlják fel a hátrányos helyzetű, rászoruló gyermekek és családok részére.[forrás?]
A Jazz Five a nemzeti és az egyetemes értékek korszerű szintetizálásával új zenei gyűjtőstílust alkotott meg székely jazz néven.[forrás?]

## Tagjai
- Domokosné Mezei Katalin: klarinét, szopránszaxofon, tenorszaxofon, fuvola, ének, szervezés
- Domokos János Antal: szöveg, trombita, szárnykürt, blockflöte, zeneszerzés, hangszerelés, vokál

A két alapító tag mellett három változó tag is közreműködik a koncerteken és a koncertpedagógiai előadásokon, akik közül egyikük gyakornoki státuszban szerezheti meg – több hónapos – szakmai gyakorlatát. Ezzel a szakmai támogatással kívánják az alapító-vezetők biztosítani a sokoldalúságra épülő versenyképes és korszerű tudást a diploma előtt álló zeneművészek számára.